# بلومینگتون (نبراسکا)
بلومینگتون(به انگلیسی: Bloomington) شهری در ایالت نبراسکا کشور ایالات متحده آمریکا است که جمعیت آن در سرشماری سال ۲۰۱۰ میلادی، ۱۰۳ نفر بوده‌است.